# Rinqin Xubco
Rinqin Xubco (kinesiska: 仁青休布错) är en sjö i Kina. Den ligger i den autonoma regionen Tibet, i den sydvästra delen av landet, omkring 760 kilometer väster om regionhuvudstaden Lhasa. Rinqin Xubco ligger 4 760 meter över havet. Arean är 182 kvadratkilometer. Den sträcker sig 16,3 kilometer i nord-sydlig riktning, och 21,6 kilometer i öst-västlig riktning.
Genomsnittlig årsnederbörd är 498 millimeter. Den regnigaste månaden är juli, med i genomsnitt 110 mm nederbörd, och den torraste är december, med 8 mm nederbörd.